# Камри
 Тази статия е за селото в Шотландия.  За модела автомобили вижте Тойота Камри.  
Ка̀мри (на шотландски келтски: Cuimrigh; на английски: Comrie, произнася се /ˈkʌmri/, Камри) е село, разположено в област Пърт анд Кинрос, Шотландия. Според преброяването на населението през 2001 г. населението му е 1839 души.